# Ross the Boss
Ross Friedman, född 3 januari 1954 i Bronx, New York, även känd som Ross the Boss och Ross Funicello, är en amerikansk gitarrist, känd som originalmedlem i punkrockbandet The Dictators och heavy metal-bandet Manowar, som han bildade tillsammans med Joey DeMaio. Han har även bland annat varit med i det franska bandet Shakin' Street. Under namnet Ross the Boss har han gett ut album som New Metal Leader 2008 och Hailstorm 2010.

## Diskografi (i urval)

### Med The Dictators
- The Dictators Go Girl Crazy! (1975)
- Manifest Destiny (1977)
- Bloodbrothers (1978)
- Fuck 'Em If They Can't Take A Joke (1981)
- New York City (1998)
- DFFD (2001)
- ¡Viva Dictators! (2005)
- Everyday is Saturday (2007)

### Med Manowar
- Battle Hymns (1982)
- Into Glory Ride (1983)
- Hail to England (1984)
- Sign of the Hammer (1984)
- Fighting the World (1987)
- Kings of Metal (1988)

### Som Ross the Boss
Album
- New Metal Leader (2008)
- Hailstorm (2010)
- By Blood Sworn (2018)
- Born of Fire (2020)

Singlar
- "Blood of My Enemies" (2017)
- "Denied by the Cross" (2020)
- "Maiden of Shadows" (2020)